# Nissim Merkado
Nissim Merkado est un sculpteur français né le 9 septembre 1935 à Sofia (Bulgarie).

## Biographie
Nissim Merkado est né le 9 septembre 1935 à Sofia, en Bulgarie. Il émigre en Israël en 1948 pour s'installer à Tel-Aviv. 
En 1953, Nissim Merkado obtient le diplôme de l'école technique mécanique de construction. De 1954 à 1956, il mène des activités littéraires (écriture de poèmes) et suit des cours d'économie politique puis, de 1957 à 1959, les cours de l'École des beaux arts de Tel-Aviv et travaille dans son atelier de Tel-Aviv. 
En 1962, il arrive à Paris et entre à l'École nationale supérieure des beaux-arts dans l'atelier Collamarini. Il s'installe et travaille à Paris.  
En 1963, il présente deux œuvres au 74e Salon des indépendants : Un oiseau avec socle adapté (bois) et Torse (marbre noir belge).  
En 1964, il présente une grande sculpture en bois au Salon de la Jeune Sculpture : Disharmonie. Il effectue sa première exposition personnelle en 1967 à la galerie Zunini : il y présente 21 œuvres (19 en bois, 2 en pierre),.  
Entre 1968 et 1971, il enseigne les arts plastiques à Sèvres. En 1969, il obtient la nationalité française et reçoit un prix du Salon de la Jeune Sculpture pour la sculpture Tentative d'échappement. 
En 1970, Merkado crée le groupe Action-Analyse-Art (abrégé en : ANAL) constitué de toutes les disciplines artistiques et scientifiques. Ce groupe comporte deux sections : 
- la section Fonctionnelle :
  - un sculpteur, un peintre ;
  - un architecte, un décorateur ;
- la section Analytique :
  - un mathématicien, un physicien ;
  - un sociologue, un psychologue.

En 1972, il devient membre du comité d'organisation du Salon de la jeune sculpture.
En 1973, il reçoit le prix Bourdelle. Cette année-là, le jury est composé d'Emmanuel Auricoste, Robert Couturier, Émile Gilioli, Étienne Hajdu, Étienne-Martin, Alicia Penalba et Antoine Poncet. Ce prix est doté d'une somme de 2 000 francs et donne droit à une exposition personnelle au musée Bourdelle. Cette exposition a lieu du 29 mai au 30 septembre 1975 ; Merkado y présente 30 œuvres. Michel Dufet écrit la préface du catalogue de cette exposition dans laquelle il estime que Merkado « étonne ses contemporains par la nouveauté, la puissance et la qualité de son invention » et qu'il propose « tout un univers nouveau » à notre jugement,.
En 1973, il participe au concours pour le monument du camp de Drancy, remporté par Shelomo Selinger, et participe au concours pour l'hôtel de ville de Bobigny que Victor Roman remporte avec L'Aigle.
En 1974, il élabore un projet pour une rencontre cosmique au sommet du mont Lycabette : il s'agit de couper le sommet d'une montagne et de le remplacer par un sommet-cône. Il réalise plusieurs dessins et photographies à ce sujet, comme par exemple le dessin no 7 de 1974,, ou encore un report photographique de la maquette du projet,,.
En 1978, Merkado expose plusieurs œuvres à la galerie Roger d'Amécourt. Philippe Fresco réalisera quatorze photographies différentes de cette exposition.
En 1981, il remporte l'appel à projet parmi 11 projets d'environnement autoroutier pour le viaduc des Égratz (Haute-Savoie), son projet se nommait Point final mais il ne sera finalement pas réalisé : la sculpture devait mesurer 42 mètres de hauteur et 70 mètres de longueur. Cette même année, l'Union des peintres Bulgares accueille un important ensemble d'œuvres de Merkado à la galerie Chipka de Sofia. Il participe également à l'exposition 20 ans de prix Bourdelle au cours de laquelle il expose quatre œuvres (œuvres 37 à 40).
En 1984, il devient professeur à l'École nationale supérieure des beaux-arts. 
En 1987, il présente l'œuvre Centre Bi-Centre au musée Rodin.
En 1988, il réalise une étude pour la Ville d'Amiens concernant une sculpture en verre, mais celle-ci ne sera pas réalisée.
En 1989, il présente un projet pour le quartier 5 de Cergy-Pontoise. Il présente son jardin bio-acoustique la même année.
Entre 1996 et 1998, il réalise plusieurs œuvres en lien avec le journal Libération : Un an de Libération (1996), Trois ans de Libération (1997) et Journaux Libération (journaux enroulés autour d'un bâton de bois, vers 1997-1998).
En 1997, l'UNESCO, dans le cadre de son projet d'un tribunal de l'eau, demande à sept sculpteurs, dont Merkado, d'imaginer une sculpture-fontaine fonctionnant en circuit fermé pour symboliser la nécessité d'économiser l'eau.
En 1998, il rend hommage à Monique Faux dans un livre collectif.
En 2000, il participe aux jardins vivants du musée promenade de Marly-le-Roi : il présente une installation jouant avec les reflets d'un grand miroir et ses abords,,.
En 2005, Merkado et Cavalier forment une des huit équipes participant au concours du parc d'Éole. Ils proposaient de condenser l'image et le son dans leur projet. Chaque équipe dans ce concours devait être composées d'au moins un sculpteur et un paysagiste.
En septembre 2019, son œuvre Meta, avec d'autres œuvres de Montigny-le-Bretonneux, est labellisée Patrimoine d'intérêt régional.
La vente de son atelier sur autorité de justice a lieu le 20 juillet 2021 à l'hôtel Drouot à Paris par l'étude Vermot et associés.

## Œuvres

### Œuvres dans l'espace public
Au moins 20 œuvres de Nissim Merkado sont répertoriées dans l'espace public :
- 1972 : Perspective va-et-vient (reproduite au catalogue de l'exposition de 1973)[23], sculpture en pierre, musée de Sculptures, forêt de Sénart[10].
- 1972 : sculpture dans un collège, Darnetal (Rouen) (architecte : Raymond Barbé)[10] : une première commission a lieu le 9 juin 1971 et une seconde commission le 15 décembre 1971.
- 1973 : représentation monumentale d’Entre parenthèses II.
- 1974 : sculpture fontaine, Bobigny (architecte : Marius Depont)[10].
- 1975 : Circuit, collège Jean Vilar, Villetaneuse (architecte : M. Tissier)[10] : il s'agit de la reproduction monumentale d'une sculpture en duralium plus petite (Circuit Za ou Circuit Zb) qui a été vendue en 2021 durant la vente de l'atelier (lot n°39)[24]. Cette sculpture a également été réalisée en bois et métal, Merkado l'a exposée au musée Rodin dans l'exposition Collamarini : son atelier (1,80 × 0,60 × 0,60 m, œuvre reproduite au catalogue)[25].
- 1975 : sculpture, Yvetot (architecte : Raymond Barbé)[7].
- 1977 : Cône, acier inoxydable (H. 2,40m, L. 9m, P. 2m), lycée national technique de Beauvais, actuel lycée Paul-Langevin (architectes : Mesnil et Noël)[7]: il s'agit d'une reproduction monumentale de l’œuvre Cône II (1973, bois), la commission a eu lieu le 23 septembre 1975.
- 1977 : sculpture, collège d'enseignement technique, Neufchâtel-en-Bray (architecte : Raymond Barbé)[7] : la commission a eu lieu le 23 septembre 1975 avec un arrêté en date du 30 septembre 1975.
- 1977 : sculpture, collège Paul Fort, Reims-les-Châtillons (architectes : Masse et Roy)[7] : la commission a lieu le 24 septembre 1975.
- 1977 : sculpture, Troyes (architecte : R. Sonrier)[7].
- 1979 : sculpture, Yvetot.
- 1986 : fontaine, en verre-néon, acier inoxydable et eau, Fismes (reproduite au catalogue de 1988) : la surface d'eau mesure 53 m2, chaque plateforme carrée de béton mesure 48 × 48 cm, deux surfaces de verre verticales (11,53 × 1,5 m) entourent un jet d'eau et un néon, un cône en acier couché est présent[26].
- 1987 : sculpture, Marnes-la-Vallée.
- 1987 : Degré, avenue de la Touraudais, Rennes-Atalante[27],[28].
- 1989 : Acta, Garges-lès-Gonesse.
- 1989 : Ode, collège Victor Hugo, Noisy-le-Grand : sculpture de 9 mètres de hauteur et 24 mètres de longueur : la commission a eu lieu le 17 décembre 1986 concernant cette sculpture. Une maquette de cette sculpture a été vendue en 2021 dans la vente d'atelier (lot no 123)[29].

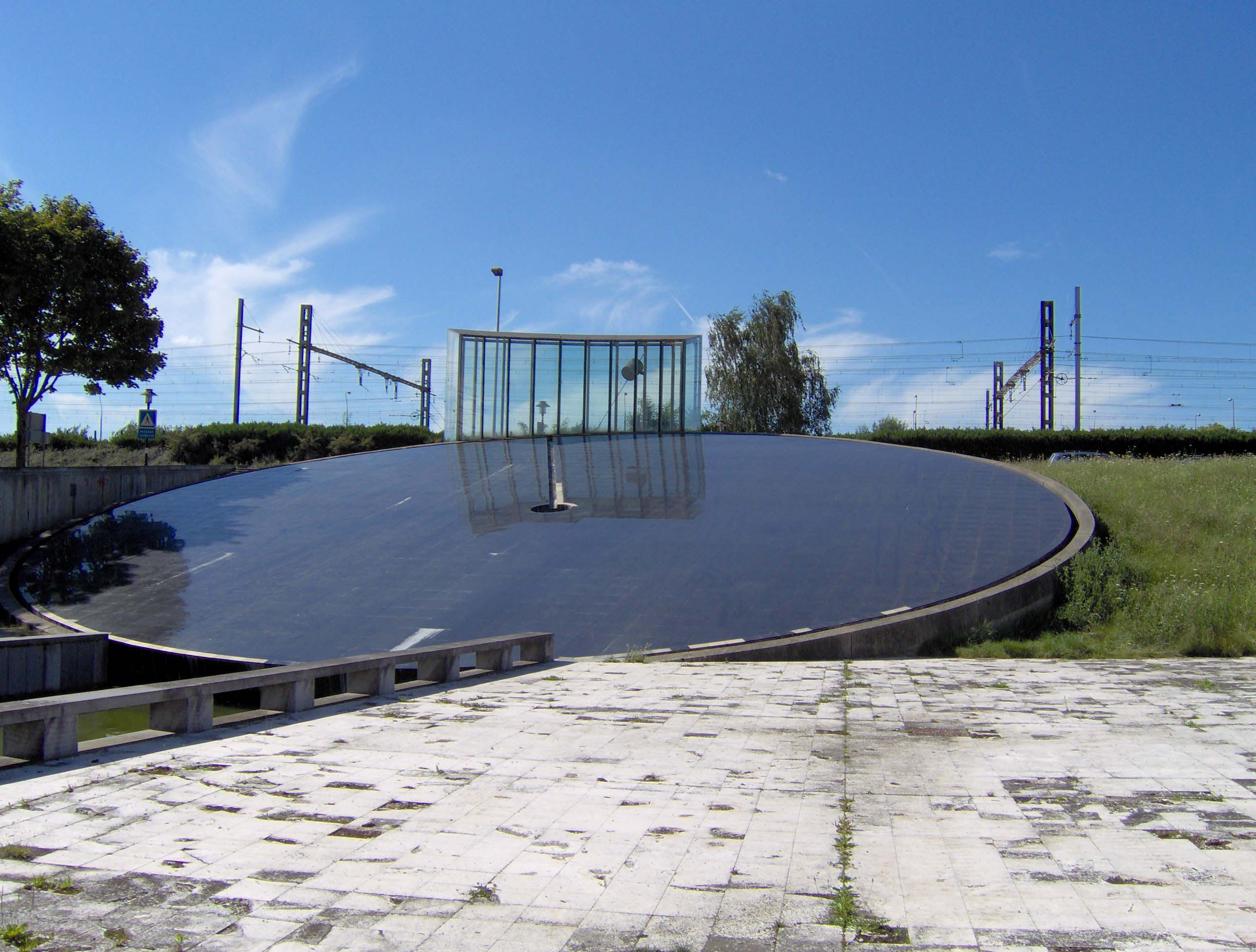
Meta (1992), Saint-Quentin-en-Yvelines.

- 1987-1992 : Meta, Saint-Quentin-en-Yvelines (architectes : Euvé, Blisson, Saint-Gealme et Lully) : disque incliné de béton armé habillé de granit noir poli de 25 mètres de diamètre et 30 centimètres d'épaisseur, posé sur douze colonnes, à Saint-Quentin-en-Yvelines, symbolisant la source de la Bièvre. Au sujet du titre, Merkado déclare : « Je tiens beaucoup au titre Meta, ce n'est pas une invention : en grec, cela veut dire au-delà. [Cette sculpture] veut créer une sorte de perception, de façon presque abstraite, entre le canal et l'étang de Saint-Quentin, comme si on devait aller au-delà pour passer la voie ferrée et se retrouver un peu plus loin sur l'étang de Saint-Quentin. » Cette sculpture a été réalisée à partir des anciens plans d'eau canalisés qui alimentaient autrefois les bassins du château de Versailles. La maquette du projet date de 1985 et est reproduite dans le catalogue de l'exposition Transit de 1988[26]. Cette sculpture symbolise la chute d'une météorite qui donne naissance à la Bièvre et au canal du centre-ville[30]. À l'extérieur, il y a une cage de verre et un rayon laser qui font le lien avec la voie ferrée et le passage des trains (en effet, la voie ferrée et les trains se reflètent sur la paroi vitrée)[31]. Merkado précise : « Souvent, on photographie uniquement la partie extérieure et je [suis] souvent obligé de dire : "Vous savez qu'il y a une partie intérieure !". C'est comme l'homme, on prend une photo de l'extérieur, sans faire l'allusion pour dire : "Vous savez que cet homme, il a aussi une partie intérieure !" Il a une vie intérieure. Donc Meta, c'est une œuvre qui a une vie intérieure et aussi une vie extérieure. » À l'intérieur, il y a une crypte et un bassin d'eau dont l'acoustique est exceptionnelle[31] : sur une photographie, on voit Merkado en train de photographier une violoncelliste dans cette crypte[32].

- 1999 : Fragments, V symposium, Museu Internacional de Escultura Contemporânea, Santo Tirso[33].
- Vers 2002 : Mémoire-Illusion, L'Albereta (Italie)[34]. Une maquette de cette sculpture a été vendue en 2021 lors de la vente d'atelier (lot n°227)[35].
- 2012 : Parcours d'Hippocrate, UFR des sciences de la santé, Saint-Quentin-en-Yvelines : Merkado a imaginé de petits espaces paysagers dont le jardin ADN (cercles semés de plantes médicinales et disques émaillés de couleurs vives : Photographie disponible ici) mais aussi des paravents végétaux. Le projet est déjà évoqué en septembre 2011[36],[37] : une enveloppe de 407 200 euros avait été votée le 16 juin 2011 pour le réaménagement artistique de cet espace (dont 30 000 euros destinés à Merkado par décision du 8 septembre 2011[N 9]), cette enveloppe est augmentée le 17 novembre 2011[38]. L'espace prévu pour le Parcours d'Hippocrate est libéré le 1er juillet 2012 pour une fin de travaux le 31 août 2012. Merkado a d'ailleurs profité de ces travaux pour planter un arbre symbolisant la philosophie au pied de l'escalier construit en face du centre commercial[39].

### Œuvres référencées
Abréviations : R pour : "œuvre reproduite au catalogue" ; NR pour "œuvre non-reproduite au catalogue"
- 1966 : Sculpture en inox composée de plusieurs éléments, réalisée en 50 exemplaires[40].
- c. 1962-1966 : Guerrier, bois ; 21e Salon des Réalités Nouvelles en 1966 (R), galerie Zunini en 1967 (œuvre n°1, R)[41].
- c. 1962-1964 : Disharmonie (ou Désharmonie), bois ; 16e Salon de la Jeune Sculpture en 1964 (R), galerie Zunini en 1967 (œuvre n°6, NR)[4].
- c. 1962-1965 : Orphée, bois ; 17e Salon de la Jeune Sculpture en 1965 (R), galerie Zunini en 1967 (œuvre n°7, R)[42].
- c. 1962-1963 : Colonne à Pablo Casals, bois ; 15e Salon de la Jeune Sculpture en 1963 (R), galerie Zunini en 1967 (oeuvre n°8, NR)[4].
- c. 1962-1967 : Couple (pierre) ; galerie Zunini en 1967 (œuvre n°9, R)[43], cette œuvre est reproduite sur l'affiche de l'exposition (photographie de l'affiche).
- c. 1962-1965 : Couple allongé (pierre) ; galerie Zunini en 1967 (œuvre n°10, NR)[4], vendue en 2021 (lot n°1)[44].
- c. 1962-1967 : Couple I, bois ; galerie Zunini en 1967 (œuvre n°11, R)[45], vendue en 2021 (lot n°16)[46].
- c. 1962-1967 : Coup de poing II, bois ; galerie Zunini en 1967 (œuvre n°17, R)[47] et vendue en 2021 (lot n°23)[46].
- 1967 : Maquette pour l'affiche de l'exposition à la galerie Zunini ; sur cette maquette, Merkado dessine l’œuvre n°9 de l'exposition : Couple (pierre), la maquette est vendue en 2021 (lot n°25)[46].
- 1967 : Tentative d'échappement I, bois ; exposée 24e Salon des Réalités Nouvelles en 1969 (R).
- 1968 : Horizontale, bois polychromé, métal et formica ; galerie Arcanes en 1973 (reproduite[48] avec une notice explicative[49]), musée Bourdelle en 1975 (œuvre n°11, NR)[50], vendue en 2021 (lot no 27)[51].
- c. 1968-1969 : Tentative d'échappement, bois ; cette sculpture obtient un prix du Salon de la Jeune Sculpture en 1969 (R). Un élément de cette sculpture a été vendu en 2021 (lot n°24)[46].
- 1967-1968 : Tentative d'échappement I, acier chromé ; galerie Arcanes en 1973 (œuvre n°7, NR)[52], il s'agit d'une sculpture réduite en acier de l'œuvre monumentale Tentative d'échappement 0. Elle a été vendue le 7 décembre 2019 (lot n°29)[53] puis le 22 août 2020 (lot n°26)[54] par la Jaffa Gallery.
- 1968 : Tentative d'échappement 0, bois teinté ; galerie Arcanes en 1973 (œuvre n°9, R)[55], un élément de cette sculpture monumentale a été vendu en 2021 (lot n°293)[56].
- 1968 : Particule, bois ; Salon des réalités nouvelles en 1971 (R), galerie Arcanes en 1973 (œuvre n°15, R)[57], Musée Ingres en 1974 dans l'exposition Bourdelle et la sculpture moderne (NR).
- 1969 : Fuite I, bois et dural ; galerie Arcanes en 1973 (œuvre n°2, R)[58].
- 1969 : Planification I, bois polychromé ; galerie Arcanes en 1973 (œuvre n°5, R)[59], vendue en 2021 (lot n°37).
- 1970 : Projection B, bois et acier chromé ; salon de la Jeune Sculpture et galerie Arcanes en 1973 (œuvre n°11, R)[60].
- 1971 : Pont, dural-inox ; galerie Arcanes en 1973 (œuvre n°14, reproduite en couverture)[61], vendue en 2021 (lot no 30)[62]. Un modèle plus grand en bois de cette sculpture a été réalisé. Il s'agissait d'un projet de pont sur la Seine ou sur une autoroute. Des croquis de l’œuvre (lot no 31), un report photographique et un panneau explicatif (lot no 32) ont également été vendus en 2021[63].
- 1971 : Particule V, duralium ; galerie Arcanes en 1973 (œuvre n°17, R)[64].
- c. 1971 : A. B. C., bois et métal ; 12e Salon Grands et Jeunes d'aujourd'hui en 1971.
- 1971 : A. B. C., bois, plexiglas et inox ; galerie Arcanes en 1973 (œuvre n°19, R)[65].
- 1972 : A. B. C. (ou Horizontale "A. B. C."), acier inoxidable et laiton chromé ; galerie Arcanes en 1973 (œuvre n°20, NR), musée Bourdelle en 1975 (œuvre n°10, non-reproduite) et vendue en 2021 (lot n°29)[62].
- 1972 : Circuit, duralium ; galerie Arcanes en 1973 (œuvre n°23, R)[66], elle a été réalisée en trois exemplaires (un des exemplaires est passé en vente le 26 mars 2013). La maquette de cette œuvre a été vendue en 2021 (lot n°209)[67].
- 1973 : Moment, duralium ; musée Bourdelle en 1975 (œuvre no 6, R)[68], 88e Salon des Indépendants en 1977 (R), musée Bourdelle en 1981 (œuvre n°37, R), Regard 77 en 1977 (NR). La maquette en bois et métal peints a été vendue en 2021 (lot no 41)[69]. Cette sculpture apparaît sur l'affiche de l'exposition à la galerie Craven en 1976 (image de l'affiche).
- c. 1973 : Anti-corps ; 14e Salon Grands et Jeunes d'aujourd'hui en 1973 (R). Cette sculpture apparaît sur l'affiche de l'exposition à la galerie Craven en 1976.
- 1973 : Cône I, bois ; musée Bourdelle en 1975 (œuvre no 15, R)[70]. Un dessin de 1972 représente cette sculpture : il a été vendu en 2021 (lot no 59)[11].
- 1973 : Cône II, bois ; musée Bourdelle en 1975 (œuvre no 16, R)[70], un dessin préparatoire à cette œuvre est reproduit dans le catalogue[71]. Cette sculpture est vendue en 2021 (lot no 52)[72].
- 1973 : Entre parenthèses, bois ; musée Bourdelle en 1975 (œuvre no 19, R)[73].
- 1973 : Entre parenthèses II, bois ; musée Bourdelle en 1975 (œuvre no 20, R)[74], vendue en 2021 (lot no 38)[75]. Une version monumentale de l'œuvre a été réalisée en 1973.
- 1974 : Particule-cône, bois et métal ; musée Bourdelle en 1975 (œuvre no 14, R)[76], vendue en 2021 (lot no 51)[72].
- 1974 : Circuit H, duralium ; musée Bourdelle en 1975 (œuvre no 2, R)[77]. La maquette en bois et métal peints de cette sculpture a été vendue en 2021 (lot no 42)[69].
- 1974 : Circuit “entre lui toi et moi”, duralium ; musée Bourdelle en 1975 (œuvre no 5, R)[78], vendue en 2021 (lot no 40)[24].
- 1974 : Arrangement, duralium ; musée Bourdelle (œuvre no 9, NR)[50], vendue en 2021 (lot no 45)[79]. La maquette en bois et métal est reproduite au catalogue de 1975[80] et vendue en 2021 (lot no 47)[81].
- 1974 : Hors-diagramme, duralium ; musée Bourdelle en 1975 (œuvre no 12, R)[82], Grand Palais en 1976 dans Grands et jeunes d'aujourd'hui, vendue en 2021 (lot no 44)[83]. La maquette en bois a également été vendue en 2021 (lot no 46)[81].
- 1974 : Hors diagramme A, duralium, Centre national des arts plastiques[84]; musée Bourdelle en 1975 (œuvre no 13,R)[85], un dessin préparatoire est reproduit au catalogue[86]. L’œuvre est achetée à l'artiste en 1976[84]. La maquette en bois de cette sculpture a été vendue en 2021 (lot no 48)[87]. Cette sculpture apparaît sur l'affiche de l'exposition à la galerie Craven en 1976.
- 1974 : Entre-temps S, plexiglas et bois teinté noir ; musée Bourdelle en 1975 (œuvre no 25, R)[88], 29e Salon de la Jeune Sculpture en 1977 (R).
- 1974 : Entre-temps C, plexiglas et bois teinté en noir ; musée Bourdelle en 1975 (œuvre no 26, R)[89], vendue en 2021 (lot no 73)[90].
- 1974 : Entre-temps E ; musée Bourdelle en 1975 (œuvre no 27, reproduite deux fois au catalogue)[91],[9], cette œuvre est reproduite sur l'affiche de l'exposition (photographie de l'affiche).
- 1974 : Entre-temps, plexiglas et bois ; musée Bourdelle en 1975 (œuvre no 30, R)[92], un schéma explicatif est également reproduit au catalogue[93] ainsi qu'une note explicative (note n°15)[94]. Elle est exposée en 1978 à la galerie Roger d'Amécourt (R)[7] et vendue en 2021 (lot no 75)[95] puis 2022 (lot n°133).
- 1975 : Rayon, bois ; musée Bourdelle en 1981 (R) puis en 2013 (R) et vendue en 2021 (lot n°69)[96].
- 1976 : Point final, acier inoxydable, Centre national des arts plastiques ; galerie Roger d'Amécourt en 1978 (R)[7], Sofia en 1981, achetée à l'artiste en 1987[97]. Philippe Fresco a réalisé trois photographies différentes de cette œuvre.
- 1977 : Distance X, duralium (2,30 × 2,80 × 0,60 m) ; galerie Roger d'Amécourt en 1978 (R)[7], Philippe Fresco réalisa trois photographies différentes de cette œuvre. Elle est ensuite exposée au 38e congrès CFDT en 1979 (R). La maquette en bois et métal a été exposée en 1978 à la galerie Roger d'Amécourt et photographiée par Philippe Fresco.
- 1977 : Rencontre, aluminium, réalisée en 3 ou 5 exemplaires selon les sources ; galerie Roger d'Amécourt en 1978 (R)[7] et photographiée par Philippe Fresco, l'exemplaire no 1 est vendue le 26 juin 2009[98] puis le 16 avril 2017[99].
- c. 1975 : Diagramme C, plexiglas, plastique et bois ; galerie Roger d'Amécourt en 1978 (R)[7] et vendue en 2021 (lot n°74).
- c. 1975-1978 : Diagramme C, bois, plexiglas et métal ; Il s'agit d'une autre version exposée en 1978 à la galerie Roger d'Amécourt (NR) et photographiée par Philippe Fresco : dans cette version, il n'y a pas de rainure dans le plexiglas, mais un "C" est taillé dans le socle en bois et les cônes sont en métal. Elle a été vendue le 26 juin 2009[100].
- c. 1976-1978 : Diagramme T, plexiglas, plastique et bois ; galerie Roger d'Amécourt en 1978 (R)[7], vendue en 2021 (lot no 76)[95].
- c. 1976-1978 : Diagramme V, plexiglas, plastique et bois ; galerie Roger d'Amécourt en 1978 (R)[7].
- c. 1977 : Chambre "Time", bois, plomb et verre ; exposition Sculpture contemporaine à l'espace belleville en 1985 (R), vendue en 2021 (lot n°71).
- 1981 : Arbre, bonzaï, acier et verre ; exposée en 2013 (R)[32] et vendue en 2021 (lot n°254)[101].
- 1990 : La valise, plexiglas et feuilles mortes ; exposée en 2013 (R) et vendue le 17 mai 2022 (lot n°155).
- 1991 : Fragments, FRAC Île-de-France ; achetée à l'artiste en 1995[102].
- 1996 : Corps, acier, béton et verre ; exposée en 2013 (R)[32] et vendue en 2021 (lot n°251)[103].
- 2007 : quatre panneaux, technique mixte sur papier contrecollé ; vendus en 2021 (lot n°267)[104] puis le 11 août 2021 par Salorges-enchères (lot n°51)[105].
- 2008 : Rouge, quatre acryliques sur papier contrecollés sur panneaux ; vendus en 2022 (lot n°121).

## Expositions
- 1959 : participation à des concours pour l'érection de monuments à Jérusalem[2].
- 1960 : Un peintre – un sculpteur, galerie Katz, Tel-Aviv[1].
- 1961 : Groupe, galerie Jean Tiroche, Tel-Aviv[1].
- 1963 : Salon des indépendants, Grand Palais, Paris ; 15e Salon de la jeune sculpture, musée Rodin, Paris ; 74e Salon d'automne, Grand Palais, Paris ; exposition de groupe, Paris ; Salon de la Paix[1] ; 176e Salon des artistes français, Paris[2].
- 1964 : 16e Salon de la jeune sculpture, galerie Creuze, Paris ; Anvers, Belgique ; exposition de groupe, Saint-Cyr-sur-Morin ; Salon de musique et de danse, Palais de la Méditerranée, Nice[1].
- 1965 : 17e Salon de la jeune sculpture, musée Rodin ; exposition 7 sculpteurs, galerie Zunini, Paris (dans le cadre de la 4e Biennale de Paris) ; Exposition de groupe, Saint-Cyr-sur-Morin[1].
- 1966 : Salon des comparaisons, Paris ; 21e Salon des réalités nouvelles, musée d'Art moderne, Paris[1].
- 1967 : Merkado : sculptures, galerie Zunini, Paris ; 22e Salon des réalités nouvelles, musée d'Art moderne, Paris[1] ; Exposition internationale de sculptures, Vaux-de-Cernay ; 5e Biennale de Paris, section française, musée d'Art moderne, Paris[106].
- 1968 : exposition de groupe, galerie Zunini, Paris ; exposition, galerie d'art expérimental, Paris ; participation à un concours d'architecture expérimentale, Paris[106].
- 1969 : exposition de groupe, galerie Zunini, Paris ; 24e Salon des réalités nouvelles, Paris ; Aspect de la sculpture contemporaine, Bobigny ; Architecture et Urbanisme, Bobigny ; 21e Salon de la jeune sculpture, Pavillon des Halles, Paris ; musée des Sables, fondation Port-Barcarès, Perpignan ; Grosvenor Gallery, Londres[106].
- 1970 : exposition du prix Rodin, musée Rodin, Paris ; Sculpture contemporaine, Sainte-Geneviève-des-Bois ; L'art dans la ville, Pantin ; 22e Salon de la jeune sculpture, orangerie du Luxembourg, Paris ; Arts sans frontières, château de Tremblay ; Festival Arts plastiques, Montargis ; exposition de sculptures, Orly ; Salon d'automne, Grand Palais, Paris[N 10] ; 3e Biennale d'arts plastiques, Gennevilliers[106].
- 1971 : 12e Salon Grands et Jeunes d’aujourd’hui, pavillon Baltard, Paris ; exposition de groupe, galerie La Roue, Paris ; 27e Salon de mai, musée d’Art moderne, Paris ; 25e Salon des réalités nouvelles, parc floral de Paris ; galerie Arts Contacts, Paris ; participation à un concours pour l'érection d'une sculpture, Le Blanc-Mesnil ; 23e Salon de La jeune sculpture, parc floral de Paris ; exposition de sculpture, L’Hay-les-Roses ; Festival de Montparnasse ; Festival d’art contemporain, Lyon ; exposition de sculpture, Boulogne ; galerie Arcanes, Bruxelles ; galerie Arges, Bruxelles ; organisation et participation à un colloque audio-visuel, Pantin[106].
- 1972 : participation au concours pour l'érection d'un monument à Créteil ; participation au concours pour l'érection d'un monument à Annecy ; Aspect de l’Art Contemporain, Drancy[106] ; 13e Salon Grands et jeunes d’aujourd’hui, Grand Palais, Paris ; exposition internationale de sculpture, station du métro Saint-Augustin ; 28e Salon de mai, musée d’Art moderne, Paris ; 26e Salon de réalités nouvelles, parc floral de Paris ; exposition internationale, Le Mesnil-Saint-Denis ; Salon de la jeune sculpture, jardins de l’Unesco, Paris ; 3e Foire d'Art actuel, Bruges, Belgique (galerie Arcanes[7]) ; 12 sculpteurs contemporains au centre culturel communal, Corbeil-Essonne[10].
- 1973 : participation au concours pour l'érection d'un monument à Drancy ; exposition de groupe, galerie Craven, Paris ; Sculpture contemporaine française (Australie, Venezuela, Nouvelle-Zélande) ; Foire d’art contemporain, Bâle ; Merkado, galerie Arcanes, Bruxelles ; 14e Salon Grands et jeunes d’aujourd’hui, Grand Palais, Paris ; 29e Salon de mai, musée d’Art moderne, Paris ; 25e Salon de la jeune sculpture, palais du Luxembourg, Paris ; Formes pour un espace, Saint-Germain-en-Laye ; Paris-Sculpt, galerie de l'université, Paris ; Foire d’art contemporain, Düsseldorf (galerie Craven[7]) ; concours pour l'hôtel de ville de Bobigny[10].
- 1974 : Sculpture contemporaine française, Mexique ; exposition de Sculpture monumentale et contemporaine, Kansas, États-Unis ; 30e Salon de mai, musée d’Art moderne, Paris ; 26e Salon de la jeune sculpture, Espace Cardin - jardin des Champs-Élysées, Paris ; exposition consacrée à la sculpture contemporaine, musée Ingres, Montauban ; exposition de sculpture, Atelier Collamarini - Musée Rodin, Paris ; Contrepoints, galerie Craven, Paris ; exposition de groupe, galerie Hexagramme, Paris[10].
- 1975 : Présence de la matière, Maison des arts, Laon ; concours pour l'édification d'une fontaine à Saint-Brieuc ; Merkado, musée Bourdelle, Paris[10] ; Petites sculptures, Paris-Sculpt, galerie de l'Université, Paris ; projet pour un espace, Saint-Quentin-en-Yvelines[7].
- 1976 : galerie Craven, Paris ; ministère de l'Équipement, Paris ; 17e Salon Grands et jeunes d’aujourd’hui, Grand Palais, Paris ; L'architecture en question, Créar, Gouvieux ; Le paysan de Paris, Paris ; Sculptures, Centre culturel, Villeparisis ; exposition, Tours[7].
- 1977 : 29e Salon de la jeune sculpture, jardins de l'UNESCO et salle des actes, Paris ; Salon de mai, esplanade de la Défense, Paris ; galerie Attali, Paris ; 88e salon des Indépendants (Perspectives israéliennes), Grand Palais, Paris ; Sculptures et environnements, Fontenay-sous-Bois ; Regard 77, Caen ; exposition itinérante au Festival de Nancy, musée Allende ; L'art dans la ville, espace Cardin, Paris ; musée de l'Air, Le Bourget[7].
- 1978 : galerie Roger d'Amécourt, Paris[7] ; Palais des Papes, Avignon.
- 1979 : Présence contemporaine de la sculpture, Brest.
- 1980 : galerie Lucien-Durand, Paris[3].
- 1981 : Merkado, time, vreme, musée de Sofia (Bulgarie)[3] ; Chemin faisant, Centre culturel de la Villedieu, Saint-Quentin-en-Yvelines ; Ouvrage d'art + art, Centre Georges Pompidou, Paris ; 20 ans de prix Bourdelle 1959-1979, Musée Bourdelle, Paris.
- 1982 : Code anticode, Centre culturel de Saint-Quentin-en-Yvelines[3] ; 9 artistes dans l'espace latino-américain, Paris.
- 1983 : La Ville en ses jardins, centre Georges Pompidou.
- 1984 : Centre Georges-Pompidou, Paris ; Regard sur la sculpture contemporaine, Saint-Ouen-l'Aumône[3].
- 1985 : Sculpture contemporaine, espace belleville, Paris.
- 1987 : Centre-Bi-Centre, musée Rodin, Paris[107].
- 1988 : Transit, Maison de la culture,  Amiens[107] ; Grande Palais, Paris[108] ; Olympiade des Arts, Séoul, Corée du Sud.
- 1989 : Merkado, Terre-végétal-son, Europe des créateurs-Utopies 1989, Grand Palais, Paris[107] ; The 6th Henry Moore Grand Prize Exhibition, Hakone Open-Air Muséum, Tokyo (Japon).
- 1990 : Hakone Open-Air Muséum, Tokyo (Japon) ; Musée de Tsukuba Ibaragi, Japon ; Musée national d'Osaka, Japon ; Musée national de Sendai, Japon ; Musée national de Fukuoka, Japon ; Metaphoric Structures: Science, Symbols and Matter, Washington ; Garges-lès-Gonesse.
- 1991 : galerie Rocca (Robert Rocca[109]), Paris[107] ; centre Pompidou, Paris[108] ; Musée de Yamanhchi, Japon ; 50 artistes pour le 25e anniversaire, parvis et salles Edouard Sandoz, Cité internationale des arts, Paris.
- 1992 : A.B. Galeries (A. Benamou), Paris[107] ; Biennale de Matera, Italie ; Cité internationale des arts, Paris ; Exposition La Feuille, centre Pompidou, Paris ; musée des Monuments français, Paris[108] ; Biennale de Padoue ; Musée de Tokoama, Japon ; Musée de Tapei, Taïwan ; Flux et Reflux, Galerie A.B. (A. Benamou), Paris ; Festival vidéo de Locarno, Suisse ; Le Cœur et la Raison, Musée de Morlaix, Suisse ; Sammlung Sandven, Musée des Beaux-Arts du Liechtenstein.
- 1994 : Expérience de Ville, Université de Technologie, Vienne.
- 1995 : Centre d'art contemporain, La Ferme du Buisson, Marne-la-Vallée[108] ; Expérience de Ville, Stuttgart.
- 1997 : Europe-U.S.A. and the epoch of Unimplosive Art, Azienda Autonoma Di Soggiorno E Turismo, Italie.
- 1999 : Japon[110].
- 2002 : Kunstuering, Heidelberg.
- 2007 : exposition Eau fil du temps, Musée de la ville de Saint-Quentin-en-Yvelines[111].
- 2013 : Merkado, Saint-Quentin-en-Yvelines[112].

## Récompenses
- 1969 : prix du Salon de la jeune sculpture[2].
- 1970 : prix Auguste-Rodin (médaille d'or)[2].
- 1973 : prix Bourdelle[2].
- 1980 : bourse de la recherche (ministère de la Culture et de la Communication)[3],[113].
- 1981 : prix du Salon de Montrouge[3].